# Релятивістська зоря

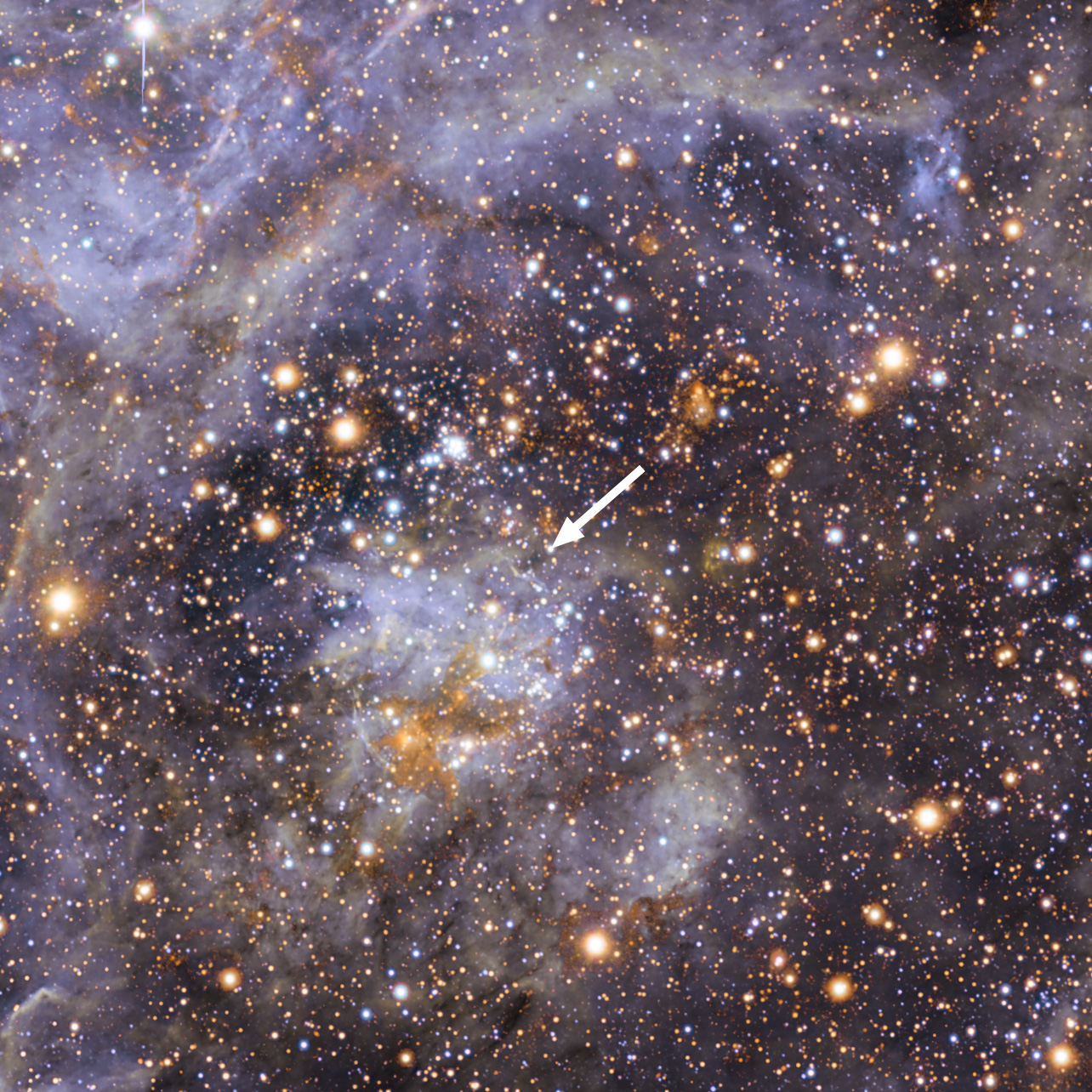
VFTS 102 є найшвидше обертовою зіркою з коли-небудь знайдених. З обертом приблизно в 200 разів швидше, ніж Сонце, або зі швидкістю 447 km/s.

Релятивістська зоря — це зірка, що обертається, чия поведінка добре описується загальною теорією відносності, але не класичною механікою. Першим таким ідентифікованим об'єктом були радіопульсари, які складаються з обертових нейтронних зірок. Обертові надмасивні зірки є гіпотетичною формою релятивістської зірки.  Релятивістські зірки є одним із можливих джерел для вивчення гравітаційних хвиль.
Інше визначення релятивістської зірки — це рівняння стану особливого релятивістського газу. Це може статися, коли ядро масивної зірки головної послідовності стає достатньо гарячим, щоб генерувати електрон-позитронні пари. Аналіз стабільності показує, що така зірка лише незначно зв’язана і нестійка до колапсу чи вибуху. Вважається, що ця нестабільність обмежує масу зірок головної послідовності парою сотень сонячних мас або близько того. Зірки такого розміру і більше здатні безпосередньо колапсувати в чорну діру середнього або надмасивного розміру.